# Lecane kunthuleensis
Lecane kunthuleensis är en hjuldjursart som beskrevs av Chittapun, Pholpunthin och Segers 2003. Lecane kunthuleensis ingår i släktet Lecane och familjen Lecanidae. Inga underarter finns listade i Catalogue of Life.